# 微生物株保存機関
微生物株保存機関（びせいぶつかぶほぞんきかん）とは、微生物の培養株を収集・保存し、研究や教育などのために菌株の分与と情報の提供を行う機関。カルチャー・コレクション（culture collection）とも呼ばれる。また、経済協力開発機構（OECD）では、その発展型であるバイオ・リソース・センター (BRC) のガイドラインを提唱し、さらにその延長としてグローバルＢＲＣネットワーク（GBRCN）を提唱するとともに生物多様性条約におけるEx-situ collection としての役割を重視している。

## 役割
動植物のような標本を命名基準にできない微生物では、生きた菌株を命名や分類の基準とする。しかし微生物は継代培養を続けると性質が変わりやすく、自然界から分離されたときの性質を保ったまま安定して保持し続けることは微生物学の安定と発展のために必須である。また、保存する微生物の性質を調べて適切な情報を提供することは、微生物を扱うすべての分野の基盤となり、その発展を支える役割を持つ。
最初は博物学的な研究目的で設置・運営されていたが、その後、微生物の有用性に対する認識が高まるにつれて、生物資源の保存と研究の中核機関としての役割が注目されるようになり、微生物以外の動植物の培養細胞やプラスミドなども扱うようになってきた。また生物多様性条約が発効してからは、遺伝資源を確保する役割も担うようになった。これら役割の重要性に反して、微生物株保存機関の業務を支える分類学研究を軽んじる日本の社会的風潮により、保存機関に与えられる予算や人員は他国と比較して少ないのが現状である。
ブダペスト条約に基づく寄託機関として、特許に関わる微生物を受託し、一定期間保存する役割もある。日本では、独立行政法人製品評価技術基盤機構特許微生物寄託センター（NITE Patent Microorganisms Depositary, NPMD）がその業務を行っている。

## 保存機関同士の連携
分離された微生物の数は膨大であり、一つの機関ですべての種類を扱うことはできない。しかし国内外の複数の機関が、それぞれの専門分野のコレクションを充実させることにより、全体の網羅と充実を図ることができる。さらに同じ微生物を複数の保存機関が分散して保存することで、事故などにより重要な微生物が失われるリスクを軽減できる。
微生物株保存機関の参加する国際的組織として、World Federation for Culture Collections（WFCC）がある。日本では日本微生物資源学会 （Japan Society for Microbial Resources and Systematics, JSMRS）がある。これらに所属する保存機関は互いに所持する微生物やその情報を交換するなどの活動を行い、微生物学研究の国際的な広がりを支えている。